# Frankie Banali
Frankie Banali (Queens, 1951. november 14. – 2020. augusztus 21.) amerikai zenész, aki főként a Quiet Riot nevű amerikai heavy metal zenekar dobosaként lett ismert. Olyan híres dalokban dobolt, mint a "Metal Health", vagy a "Cum On Feel The Noize", de például a W.A.S.P. is az ő társaságában készítette el "Forever Free", és a "Chainsaw Charlie (Murders In The New Morgue)" című dalait. Ezen kívül még a Hughes/Trall, a Steppenwolf, a Heavy Bone, és a Blackthorne nevű együtteseknek is tagja volt, ám legfontosabb, legismertebb munkái a Quiet Riot, és a W.A.S.P. tagjaként készítette.

## Diszkográfia
| Együttes     | Évjárat | Album neve                      | Kiadó             |
| ------------ | ------- | ------------------------------- | ----------------- |
| Hughes/Trall | 1982    | Hughes/Trall                    | Boulevard Records |
| Quiet Riot   | 1983    | Metal Health                    | Pasha             |
| Quiet Riot   | 1984    | Condition Critical              | Pasha             |
| Quiet Riot   | 1986    | Quiet Riot III                  | Pasha             |
| Quiet Riot   | 1988    | Quiet Riot                      | Atlantic          |
| W.A.S.P.     | 1989    | The Headless Children           | Capitol Records   |
| W.A.S.P.     | 1992    | The Crimson Idol                | Capitol Records   |
| Heavy Bones  | 1992    | Heavy bones                     |                   |
| Quiet Riot   | 1993    | Terrified                       | Moonstone Records |
| Blackthorne  | 1994    | Alterlife                       |                   |
| Quiet Riot   | 1995    | Down To The Bone                | Kamikaze Records  |
| W.A.S.P.     | 1995    | Still Not Black Enough          | Castle Records    |
| W.A.S.P.     | 2001    | Unholy Terror                   | Metal-Is          |
| Quiet Riot   | 2001    | Guilty Pleasures                | Bodyguard         |
| W.A.S.P.     | 2004    | The Neon God Part 1: The Rise   | Sanctuary Records |
| W.A.S.P.     | 2004    | The Neon God Part 2: The Demise | Sanctuary Records |
| Quiet Riot   | 2006    | Rehab                           | Chavis Records    |